# Mesoglicano
Il mesoglicano è un insieme di glucosamminoglicani (GAG) così rappresentati: eparansolfato (47,5%), dermatansolfato (35,5%), condroitinsolfato (8,5%) ed eparina slow (8,5%).

## Caratteristiche strutturali e fisiche
È un complesso polisaccaridico ricco di radicali di zolfo con una forte carica elettrica negativa.

## Sintesi
Il composto viene estratto e purificato dalla mucosa intestinale suina, nonché dall'aorta e dal polmone di bovini.

## Farmacologia e tossicologia

### Farmacocinetica
Studi di farmacocinetica su mesoglicano marcato con triziocondotti nel ratto e nella scimmia, hanno evidenziato, dopo somministrazione orale, un picco massimo di assorbimento a 30 minuti nel ratto e a 2 ore nella scimmia. La condizione di steady-state si mantiene fino alla 7° ora dalla somministrazione in entrambe le specie animali. Ciò, presumibilmente, è riconducibile alla lenta cessione del farmaco, inizialmente catturato dalla parete gastroenterica.
Dopo la somministrazione endovenosa, si osserva un comportamento diverso che comunque corrisponde a quanto riportato in letteratura per prodotti simili: i livelli massimi nel sangue si raggiungono quasi immediatamente, seguiti da un rapido calo entro un’ora, secondo un andamento bifasico. Studi di tropismo tissutale hanno evidenziato interessanti concentrazioni di farmaco soprattutto a livello dei parenchima renale ed epatico, del cuore e della parete aortica. L'escrezione urinaria nelle 48 ore dopo somministrazione endovenosa è contenuta nel range 35 60% della dose.

### Farmacodinamica
L’attività farmacologica del composto è dovuta, principalmente, alla presenza di eparansolfato e dermatansolfato, che sono costituenti fisiologici della parete vasale e si esplica a livello endoteliale e sottoendoteliale, con effetto antiaterogeno (inibizione dell'adesione piastrinica, stimolazione della lipoproteinlipasi, inibizione della proliferazione delle fibrocellule muscolari lisce della tonaca media), antitrombotico (attivazione di antitrombina III e cofattore eparinico II) e profibrinolitico (stimolazione dell'attivatore tissutale del plasminogeno). Sul versante venoso del sistema circolatorio, oltre ad intervenire in senso antitrombotico è in grado di ripristinare le fisiologiche proprietà di barriera selettiva esplicate dagli endoteli capillari svolgendo  una efficace attività antiedemigena.

### Effetti del composto e usi clinici
È il principio attivo di un farmaco antitrombotico utilizzato nella prevenzione e nel trattamento dei trombi che possono formarsi all’interno dei vasi sanguigni. È indicato nel trattamento delle ulcere venose croniche, ossia lesioni di tessuti che non guariscono attraverso le normali fasi di rigenerazione e cicatrizzazione, e che si presentano in associazione con una patologia venosa. Viene inoltre utilizzato come vasculotropo nel trattamento mesoterapico di lipedema, adiposità localizzata e cellulite.

### Controindicazioni ed effetti collaterali
Il composto è controindicato in caso di:
- ipersensibilità al composto, all'eparina o agli eparinoidi,
- diatesi e malattie emorragiche

Ne è sconsigliato l'suo i gravidanza e allattamento. Gli effetti indesiderati della terapia consistono principalmente in disturbi non gravi del tratto gastrointestinale superiore principalmente associati all’impiego delle formulazioni orali, e in reazioni cutanee, anch’esse non gravi. Negli studi clinici condotti nell’insufficienza venosa cronica, incluse le ulcere venose, la frequenza dell’interruzione del trattamento per reazioni avverse è stata dell’1,2%. Raramente si sono verificati casi di: vertigini, porpora e metrorragia.

### Interazioni
Se assunto con altri farmaci anticoagulanti può aumentarne l'azione.